# Colobostruma bicorna
Colobostruma bicorna é uma espécie de formiga do gênero Colobostruma, pertencente à subfamília Myrmicinae.